# Шишкине (Новоукраїнський район)
Ши́шкине — село в Україні, у Ганнівській сільській громаді Новоукраїнського району Кіровоградської області. Населення становить 571 особа. Орган місцевого самоврядування — Ганнівська сільська рада.
На території села знаходиться загальноосвітня школа І-ІІ ступенів, дитячий садок «Капітошка», три магазини, сільський будинок культури, приватне підприємство «Україна», "Укрпошта".

## Населення
Згідно з переписом УРСР 1989 року, чисельність населення села становила 823 особи, з яких 378 чоловіків та 445 жінок.
За переписом населення України 2001 року, в селі мешкали 732 особи.

### Мова
Розподіл населення за рідною мовою за даними перепису 2001 року:
| Мова       | Відсоток |
| ---------- | -------- |
| українська | 97,54 %  |
| молдовська | 1,23 %   |
| російська  | 1,23 %   |

## Уродженці
- Козленко Сергій Миколайович (1993—2015) — солдат Збройних сил України, учасник російсько-української війни 2014—2017[5]
- Ніколюк Віктор Дмитрович (нар. 1975)  —  український воєначальник, Герой України, командувач військ Оперативного командування «Північ» з жовтня 2021, колишній начальник 169-го навчального центру та командир 92-ї окремої механізованої бригади, генерал-майор Збройних сил України.